# Коростенський район
Коростенський район (Коростенщина) — район Житомирської області в Україні, утворений 2020 року. Адміністративний центр — місто Коростень.
Площа території — 10 892,2км². Населення — 258 935 осіб (2020 р.) Коростенський район є найбільшим за площею в Україні. Його площа більша аніж територія Лівану.

## Історія
Район створено відповідно до постанови Верховної Ради України № 807-IX від 17 липня 2020 року. До його складу увійшли: Коростенська, Малинська, Овруцька, Олевська міські, Іршанська, Лугинська, Народицька, Чоповицька селищні та Білокоровицька, Гладковицька, Горщиківська, Словечанська, Ушомирська сільські територіальні громади.
Під час російського вторгнення північно-східна частина району була окупована ворогом протягом березня 2022 року.

## Передісторія земель району
Раніше територія району входила до складу Коростенського (1923—2020), Олевського, Овруцького, Хорошівського, Лугинського, Народицького, Малинського районів, ліквідованих тією ж постановою.